# Mala aplikacija
Mala aplikacija ili programčić ili sučeljni program (eng. widget) je program koji je sastavni dio velikih programa. Sama engleska riječ "widget" je kovanica, nastala stapanjem engleskih riječi window i gadget.
Mala aplikacija je dio grafičkoga korisničkog sučelja. Njena je uloga međudjelovati s aplikacijama i operacijskim sustavom koje prikazuje informacije i poziva korisnika na različite akcije. Mala aplikacija može biti oblika gumba, dijaloških okvira, privremenih prozora, padajućih izbornika, ikona, vrpca za pomicanje stranice, vrpca s izbornicima, prozora i ostalog. Male aplikacije su programčići koji na radnoj površini obavljaju jednostavne zadaće. Zbog toga ih dio korisnika pametnim spravicama (gadgetima) za radnu površinu. Ali, male aplikacije više nisu ograničene samo na to, nego su i na mreži (mrežna mala aplikacija, eng. "web widget"). Na mreži predstavljaju male dijelove mrežne stranice koji obavljaju određenu zadaću i koji se obično preuzimaju s neke druge mrežne stranice koja sadržava male aplikacije. Također postoje male aplikacije i za pametne telefone.
Više riječi su prijevod: programčić, mali program, mala desktop aplikacija, grafički element, alatni blok (obično u kontekstu u kojemu se spominje grafičko korisničko sučelje), sučeljni program, dodatak, spravica (gadget) za radnu površinu. Prijevodi mala desktop aplikacija (mala desktop-aplikacija)/mala aplikacija za radnu površinu, programčić i dodatak nisu dobri, jer je prva preuska a druge dvije preširoka značenja. Spravica za radnu površinu nije potpun, jer ih ima i za pametne telefone i mrežne stranice. Dodatak ima više značenja.

## Vanjske poveznice
- Bolje je hrvatski! widget ) mala aplikacija